# Resolutie 1193 Veiligheidsraad Verenigde Naties
Resolutie 1193 van de Veiligheidsraad van de Verenigde Naties werd unaniem aangenomen door de VN-Veiligheidsraad op 28 augustus 1998. De resolutie vroeg dat de vijandelijkheden in Afghanistan werden beëindigd en dat men onderhandelingen zou beginnen.

## Achtergrond
In 1979 werd Afghanistan bezet door de Sovjet-Unie, die vervolgens werd bestreden door Afghaanse krijgsheren. Toen de Sovjets zich in 1988 terugtrokken raakten die slaags met elkaar. In het begin van de jaren 1990 kwamen ook de Taliban op. In september 1996 namen die de hoofdstad Kabul in. Tegen het einde van het decennium hadden ze het grootste deel van het land onder controle en riepen ze een streng islamitische staat uit.

## Inhoud
Het conflict in Afghanistan liep uit de hand door het offensief van de Taliban in het noorden van het land. Dat conflict was ook etnisch getint en vooral tegen de sjiieten gericht. Ondanks herhaalde oproepen van de VN bleef ook de buitenlandse inmenging in het conflict, door inzet van soldaten en wapenleveringen, doorgaan. Het land had verder te maken met een ernstige humanitaire crisis terwijl door maatregelen van de Taliban de humanitaire VN-medewerkers moesten worden geëvacueerd. Bezorgdheid was er ook door de inname van het Iraanse consulaat-generaal in Mazar-e Sjarif, de aanwezigheid van terroristen, drugshandel, discriminatie van meisjes en vrouwen en mensenrechtenschendingen.
Het conflict moest vreedzaam worden opgelost door onderhandeling. Alle fracties moesten stoppen met vechten en samenwerken aan een brede regering. De aanvallen op VN-personeel in Taliban-gebied werden veroordeeld, alsook de inname van Irans consulaat-generaal. Alle fracties moesten ook zorgen dat hulpgoederen konden worden geleverd en ze werden tevens herinnerd aan hun verplichtingen onder de Geneefse Conventies. De secretaris-generaal werd gevraagd zijn onderzoek naar de massamoorden op krijgsgevangenen en de gedwongen volksverhuizingen voort te zetten. Ten slotte werd er bij de fracties op aangedrongen om de discriminatie tegen meisjes en vrouwen te stoppen, de mensenrechten te respecteren, geen terroristen te steunen en illegale drugsactiviteiten te stoppen.

## Verwante resoluties
- Resolutie 1076 Veiligheidsraad Verenigde Naties (1996)
- Resolutie 1214 Veiligheidsraad Verenigde Naties (1998)
- Resolutie 1267 Veiligheidsraad Verenigde Naties (1999)
- Resolutie 1333 Veiligheidsraad Verenigde Naties (2000)

Lijst ·  1147 ·  1148 ·  1149 ·  1150 ·  1151 ·  1152 ·  1153 ·  1154 ·  1155 ·  1156 ·  1157 ·  1158 ·  1159 ·  1160 ·  1161 ·  1162 ·  1163 ·  1164 ·  1165 ·  1166 ·  1167 ·  1168 ·  1169 ·  1170 ·  1171 ·  1172 ·  1173 ·  1174 ·  1175 ·  1176 ·  1177 ·  1178 ·  1179 ·  1180 ·  1181 ·  1182 ·  1183 ·  1184 ·  1185 ·  1186 ·  1187 ·  1188 ·  1189 ·  1190 ·  1191 ·  1192 ·  1193 ·  1194 ·  1195 ·  1196 ·  1197 ·  1198 ·  1199 ·  1200 ·  1201 ·  1202 ·  1203 ·  1204 ·  1205 ·  1206 ·  1207 ·  1208 ·  1209 ·  1210 ·  1211 ·  1212 ·  1213 ·  1214 ·  1215 ·  1216 ·  1217 ·  1218 ·  1219